# Borlet
Borlet, va ser un compositor dels segles XIV i XV de la vida del qual sabem molt poc. Es creu que el seu nom és un anagrama de Trebol, un compositor francès que va servir a Martí l'Humà el 1409 al mateix temps que Gacian Reyneau i altres compositors del Còdex Chantilly.
Si aquest Trebol és el mateix que Trebor, aleshores té set composicions supervivents. Si no, només és conegut pel seu virelai 'He tres doulz roussignol' i la seva variació 'Ma tre dol rosignol', que també és un virelai.